# Pàvel Iakuixevski
Pàvel Andrèievitx Iakuixevski (en rus Павел Андреевич Якушевский) (Sestroretsk, Sant Petersburg, 24 de setembre de 1987) és un ciclista rus, especialista en la pista.

## Palmarès
- 2008
  -  Campió d'Europa sub-23 en Velocitat per equips (amb Denís Dmítriev i Stoian Vasev)
- 2016
  -  Campió d'Europa en Velocitat

### Resultats a laCopa del Món
- 2017-2018
  - 1r a Santiago de Xile, en Velocitat per equips